# 1995년 8월
| 1995년: 1월 · 2월 · 3월 · 4월 · 5월 · 6월 · 7월 · 8월 · 9월 · 10월 · 11월 · 12월 |

| <          | 1995년 8월 | 1995년 8월 | 1995년 8월 | 1995년 8월 | 1995년 8월 | >           |
| 일         | 월         | 화         | 수         | 목         | 금         | 토          |
|            |            | 1 7.5 갑자 | 2 6 을축   | 3 7 병인   | 4 8 정묘   | 5 9 무진    |
| 6 10 기사  | 7 11 경오  | 8 12 신미  | 9 13 임신  | 10 14 계유 | 11 15 갑술 | 12 16 을해  |
| 13 17 병자 | 14 18 정축 | 15 19 무인 | 16 20 기묘 | 17 21 경진 | 18 22 신사 | 19 23 임오  |
| 20 24 계미 | 21 25 갑신 | 22 26 을유 | 23 27 병술 | 24 28 정해 | 25 29 무자 | 26 8.1 기축 |
| 27 2 경인  | 28 3 신묘  | 29 4 임진  | 30 5 계사  | 31 6 갑오  |            |             |

| 편집하기 |

## 1995년8월 29일
- 대한민국, 중앙고속도로 2차로 3곳(칠곡-안동, 제천-원주, 홍천-춘천간)을 개통하다.

## 1995년8월 24일
- 마이크로소프트사가 윈도우 95를 출시하다.

## 1995년8월 21일
- 경기도 용인군 경기여자기술학원 방화로 37명이 사망하고 16명이 부상당하다.

## 1995년8월 18일
- 대한민국, 문화방송, 위성방송사업단 발족.

## 1995년8월 15일
- 대한민국 정부가 옛 조선총독부 건물 철거 공사를 시작하다.
- 무라야마 담화: 일본 무라야마 도미이치 총리가 식민 지배를 사죄하는 담화를 발표하다.

## 1995년8월 11일
- 대한민국 정부가 광복 50주년을 맞아 이듬해(1996년) 3월 1일 '국민학교'를 '초등학교'로 명칭을 변경하기로 발표하다.

## 1995년8월 5일
- 미국과 베트남이 월남패망 후 20년 만에 외교관계를 다시 수립했다.
- 대한민국 최초의 통신위성 '무궁화 1호'가 미국 케이프커내버럴 기지에서 성공적으로 발사했다.

## 1995년8월 4일
- 대한민국, 정보화촉진기본법을 공포하다.